# أثاناسيوس بريتاس
أثاناسيوس بريتاس (باليونانية: Θανάσης Πρίττας)‏ (مواليد 9 يناير 1979 في سالونيك) لاعب كرة قدم يوناني كان يلعب في مركز خط الوسط، آخر مسيرته الاحترافية كانت مع نادي كافالا في الدوري اليوناني الدرجة الأولى في موسم 2013-2014. سبق له له اللعب مع نادي أريس ثيسالونيكي اليوناني.

## الروابط الخارجية
- أثاناسيوس بريتاس على موقع الاتحاد الدولي (مؤرشف)  (الإنجليزية)
- أثاناسيوس بريتاس على موقع إي إس بي إن إف سي (الإنجليزية)
- أثاناسيوس بريتاس على موقع Soccerway.com (الإنجليزية)
- أثاناسيوس بريتاس على موقع عالم كرة القدم.نت (الإنجليزية)
- أثاناسيوس بريتاس على موقع كووورة